# Dietrich von Cleen
Dietrich von Cleen (auch Clee, Klee, Kleen; * um 1455; † 1531) war ein Ordensritter des Deutschen Ordens, 1489–1515 Landkomtur der Ballei Hessen und 1515–1526 Deutschmeister.

## Leben

### Herkunft
Er stammte aus dem in der Wetterau beheimateten niederadligen Geschlecht von Cleen. Die Familie war im 14. Jahrhundert u. a. Inhaber des Dorfs Dorn-Assenheim, das noch heute das dreiblättrige Kleeblatt derer von Cleen als Wappen führt, als Lehen des Bistums Worms und der Reichsabtei Fulda, und gehörte danach zu den Ganerben der Burg Reifenberg. Dietrichs Eltern waren Wenzel von Cleen († 1474), Ganerbe zu Rödelheim und 1445–1455 auf Grund seiner Ehe Stadtschultheiß von Frankfurt am Main, und dessen Ehefrau Irmel geb. von Praunheim-Sachsenhausen, Tochter Friedrichs II. von Praunheim-Sachsenhausen. Irmel wurde Erbtochter, nachdem sowohl ihr Vater († 1420) als auch ihr Onkel, Rudolf IV. von Praunheim-Sachsenhausen († 1426) als letzte männliche Glieder des Familienzweigs der Reichsschultheißen der Familie von Praunheim gestorben waren. Wenzel und Irmel hatten mindestens fünf namentlich bekannte Kinder:
- Gottfried († 1498), hessischer Amtmann in Darmstadt
- Wenzel
- Dietrich
- Friedrich
- Margarete, die 1453 Philipp Groschlag von Dieburg heiratete.

### Ordensritter und Landkomtur
Dietrich trat 1477 in den Deutschen Orden ein. 1489 wurde er Landkomtur der Ballei Hessen in Marburg. In dieser Stellung war er ein einflussreiches Mitglied der Hessischen Landstände. Im Jahre 1504 hob er, zusammen mit dem Grafen Philipp II. von Waldeck, den späteren Landgrafen Philipp I. aus der Taufe. Nach dem Tod des Landgrafen Wilhelm II. im Jahre 1509 wurde Cleen auf einem Landtag am Spieß in den neunköpfigen Regentschaftsrat gewählt, mit dem die Landstände bis 1514 eine Regentschaft der Landgrafenwitwe Anna von Mecklenburg verhinderten. Schon bald jedoch fand er sich, wie auch andere Mitglieder des Regentschaftsrats, in Opposition zu dem allzu eigenmächtig agierenden und ebenfalls von den Landständen gewählten Landhofmeister Ludwig I. von Boyneburg zu Lengsfeld und unterstützte dann Anna von Mecklenburg.

### Deutschmeister
Am 22. April 1515 wurde Cleen auf dem Ordenskapitel in Frankfurt zum Deutschmeister gewählt; seine Amtseinführung auf Schloss Horneck folgte am 5. September 1515. In seine turbulente Amtszeit fielen der Beginn der Reformation 1517, die Säkularisation des Deutschordensstaats und dessen Umwandlung in das erbliche Herzogtum Preußen durch den Hochmeister Albrecht von Brandenburg-Ansbach im April 1525, und die Bauernkriege. Sein Amtssitz, die Burg Horneck bei Gundelsheim am Neckar, wurde am 23. April 1525 von einem Haufen Bauern kampflos eingenommen und verwüstet, nachdem die Verteidiger die Burg verlassen hatten und Cleen daraufhin zum Pfalzgrafen Ludwig V. nach Heidelberg fliehen musste. Ein zweiter Bauernhaufen, der sogenannte Odenwälder Haufen, steckte die Burg am 5. Mai, wohl auf Veranlassung Götz von Berlichingens, in Brand. Die Wohn- und Wirtschaftsgebäude wurden vollkommen zerstört. Der Deutschmeister verlegte seinen Sitz daraufhin zunächst nach Mergentheim, woraus dann eine Dauerlösung wurde.

### Rücktritt und Tod
Mit der Niederlegung des Hochmeisteramts durch Albrecht von Brandenburg-Ansbach kam es innerhalb des Ordens zu Meinungsverschiedenheiten, ob der Deutschmeister oder der Landmeister in Livland, Wolter von Plettenberg, die Führung des Ordens übernehmen sollte. Der inzwischen über 70-jährige Cleen trat daraufhin auf dem Ordenskapitel vom 18. Dezember 1526 in Mergentheim vom Amt des Deutschmeisters zurück, um Platz zu machen für den jüngeren Walther von Cronberg. Er selbst zog sich in die Kommende Weißenburg zurück, wo er 1531 starb.